# Pterois
Pterois Oken, 1817 è un genere di pesci d'acqua salata della famiglia Scorpaenidae, che comprende 10 specie conosciute come pesci scorpione o pesci cobra.

## Descrizione

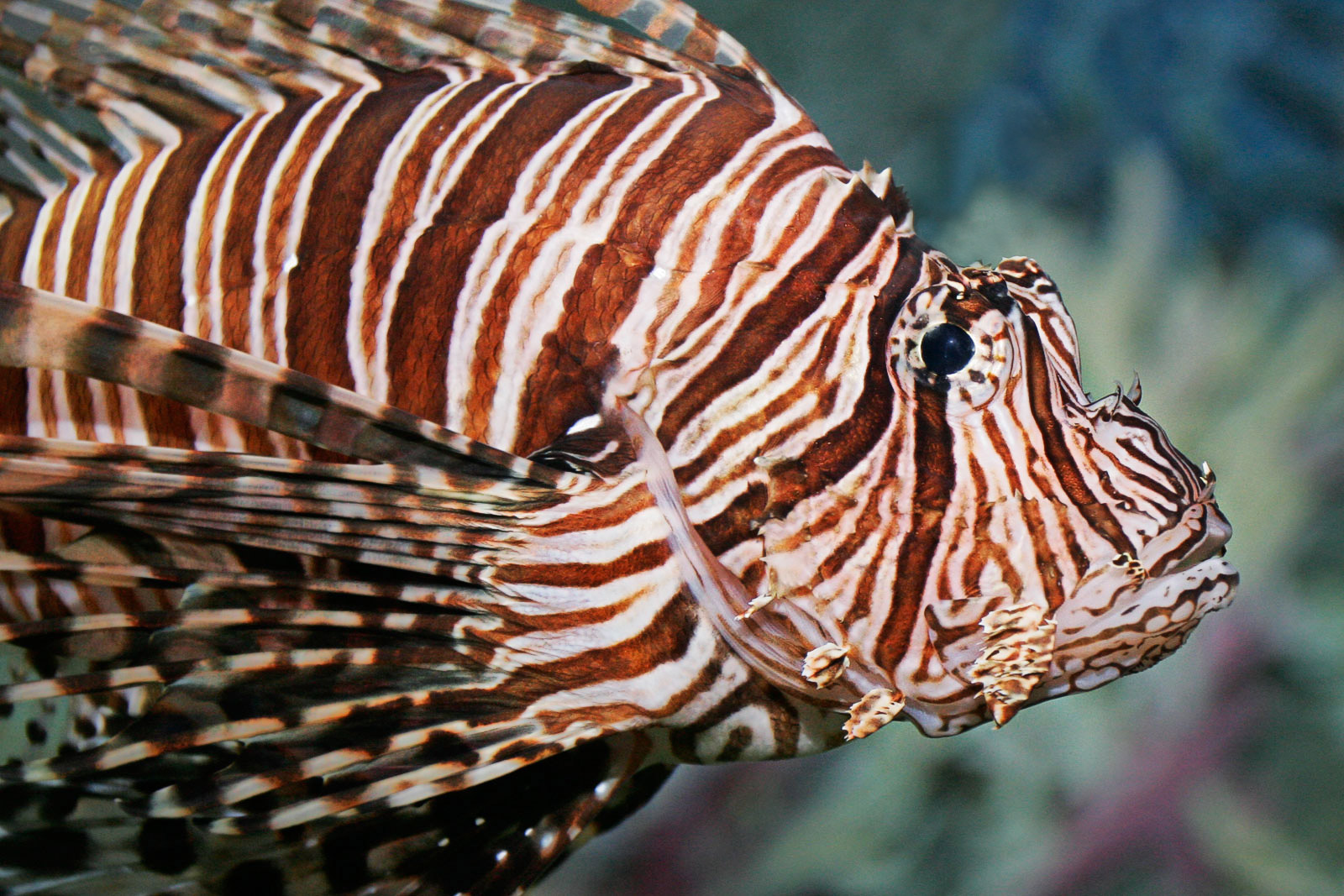
Testa di Pterois sp.

La testa è relativamente piccola, la bocca grande, gli occhi sporgenti, spesso sormontati da due escrescenze (presenti anche intorno al mento). La fronte è alta, il dorso curvo, mentre il ventre poco pronunciato. Il corpo si restringe verso il peduncolo caudale, che precede una coda piuttosto larga, tondeggiante.
I primi raggi della pinna dorsale e di quella anale sono in realtà aculei veleniferi, ben eretti dal pesce quando è in situazione di pericolo. L'apparato velenifero consiste in 12-13 aculei sulla pinna dorsale e 3 in quella anale, tutti composti da aculei cavi collegati a una ghiandola velenifera; i raggi delle pinne pettorali sono aculei pieni, non velenosi.
La livrea, anche se differente da specie a specie, è tendenzialmente bruno-rossastra e bianca.

## Distribuzione e habitat
Queste specie sono diffuse nelle aree tropicali dell'Indo-Pacifico.

## Tassonomia
Al genere appartengono 10 specie:
- Pterois andover Allen & Erdmann, 2008
- Pterois antennata (Bloch, 1787)

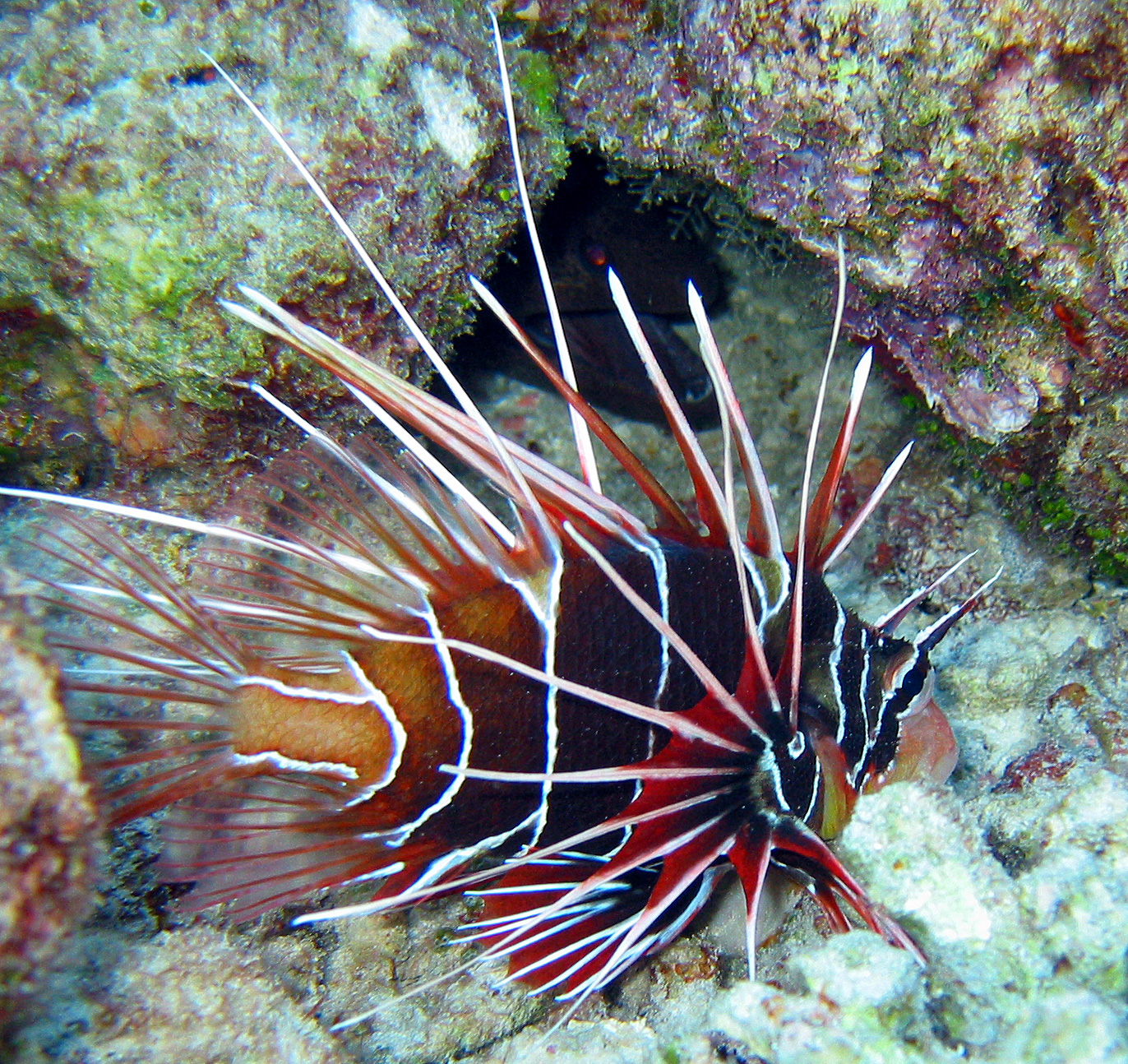
Pterois radiata: segno distintivo i lunghi raggi bianchi non collegati tra loro da alcuna membrana

- Pterois brevipectoralis (Mandrytsa, 2002)
- Pterois lunulata Temminck & Schlegel, 1843
- Pterois miles (Bennett, 1828)
- Pterois mombasae (Smith, 1957)
- Pterois radiata Cuvier in Cuvier & Valenciennes, 1829
- Pterois russelii Bennett, 1831
- Pterois sphex Jordan & Evermann, 1903
- Pterois volitans (Linnaeus, 1758)

## Tossicità
Gli avvelenamenti da tossina di Pterois volitans vengono classificati in tre gradi. Avvelenamenti di grado I producono eritema, ecchimosi o anche cianosi della parte colpita. Al grado II compaiono vesciche attorno alla puntura. Avvelenamenti di grado III producono necrosi locale e variazione della sensibilità, che possono durare anche per più giorni.
Più rari sono gli effetti a livello sistemico, che includono: dolore alla testa, nausea, vomito, dolori e crampi addominali, paralisi agli arti, iper- o ipotensione, difficoltà respiratoria, ischemia del miocardio, edema polmonare, sincope. Sono stati documentati rari casi di decesso.
Il primo e più importante trattamento dopo una puntura è l'immersione della parte colpita in acqua calda (circa 45 °C), perché riduce il dolore e inattiva la tossina.

## Acquariofilia
Nonostante la pericolosità e la puntura dolorosa, alcune specie sono ambìte dagli acquariofili specializzati in acquari marini.